# Alliance européenne des peuples et des nations
L'Alliance européenne des peuples et des nations est une coalition ayant pour but de créer un grand groupe nationaliste au Parlement européen à l'issue des élections européennes de 2019. La coalition concerne plusieurs partis issus de différents partis européens dont le MENL. 
À la suite des élections, la coalition fait élire 73 députés européens qui siégeront dans le groupe Identité et démocratie, nouveau nom du groupe ENL.

## Historique
Alors que le MENL a investi Matteo Salvini comme candidat à la présidence de la Commission européenne ; celui-ci cherche à rassembler au-delà de son groupe politique au Parlement européen (ENL). Il cherche à nouer des alliances sur la question de l’immigration avec des dirigeants comme Viktor Orbán et Sebastian Kurz et des partis issus des groupes CRE et ELDD au Parlement européen.
L'AEPN a été annoncé le 8 avril 2019 par Matteo Salvini, leader de la Ligue, Alternative pour l'Allemagne dont le chef est Jörg Meuthen, le Parti populaire danois dirigé par Anders Vistisen et le parti des Vrais Finlandais lors d'une convention organisée par Salvini à Milan. Par la suite, le Rassemblement national, le Vlaams Belang et le Parti de la liberté d'Autriche, trois membres du groupe ENL, ont annoncé leur intention de se joindre. Les Slovaques Sme Rodina, le Parti national slovène et le Parti populaire conservateur d'Estonie ont également déclaré leur intention de devenir membres ; aucun des trois partis n'a de député européen et donc ne sont affiliés à aucun groupe politique au Parlement européen. À la suite d'un rassemblement de l'alliance à Prague, il a été dit que le PVV néerlandais et le parti Liberté et démocratie directe tchèque pourraient rejoindre l'alliance. Le parti espagnol Vox pourrait aussi rejoindre l'alliance, après des déclarations favorables de Matteo Salvini.
Le 12 juin 2019, les élus des partis membres de l'AEPN se réunissent et renomment le groupe Europe des nations et des libertés en Identité et démocratie.

## Partis membres
| Pays               | Parti                                  | Parti européen | Groupe au Parlement européen (2014-2019) | Députés européens (2014-2019) |
| ------------------ | -------------------------------------- | -------------- | ---------------------------------------- | ----------------------------- |
| Allemagne          | Alternative pour l'Allemagne           | Aucun          | ELDD                                     | 1 / 96                        |
| Autriche           | Parti de la liberté d'Autriche         | MENL           | ENL                                      | 4 / 18                        |
| Belgique           | Vlaams Belang                          | MENL           | ENL                                      | 1 / 21                        |
| Bulgarie           | Volya                                  | MENL           | Aucun                                    | 0 / 17                        |
| Danemark           | Parti populaire danois                 | Aucun          | CRE                                      | 3 / 13                        |
| Estonie            | Parti populaire conservateur d'Estonie | MENL           | Aucun                                    | 0 / 6                         |
| Finlande           | Vrais Finlandais                       | Aucun          | CRE                                      | 2 / 13                        |
| France             | Rassemblement national                 | MENL           | ENL                                      | 15 / 74                       |
| Italie             | Ligue                                  | MENL           | ENL                                      | 6 / 73                        |
| Malte              | Mouvement patriotique maltais          | MENL           | Aucun                                    | 0 / 6                         |
| Pays-Bas           | Parti pour la liberté                  | Aucun          | ENL                                      | 4 / 26                        |
| Portugal           | Parti national rénovateur              | AEMN           | Aucun                                    | 0 / 21                        |
| République tchèque | Liberté et démocratie directe          | MENL           | Aucun                                    | 0 / 21                        |
| Slovaquie          | Nous sommes une famille                | MENL           | Aucun                                    | 0 / 14                        |
| Slovénie           | Parti national slovène                 | AEMN           | Aucun                                    | 0 / 7                         |

## Résultats électoraux
| Pays               | Parti                                  | Voix       | %     | Rang | Sièges   |
| ------------------ | -------------------------------------- | ---------- | ----- | ---- | -------- |
| Allemagne          | Alternative pour l'Allemagne           | 4 103 453  | 10,97 | 4e   | 11 / 96  |
| Autriche           | Parti de la liberté d'Autriche         | 650 114    | 17,20 | 3e   | 3 / 18   |
| Belgique           | Vlaams Belang                          | 811 169    | 12,05 | 2e   | 3 / 21   |
| Bulgarie           | Volya                                  | 70 830     | 03,62 | 6e   | 0 / 17   |
| Danemark           | Parti populaire danois                 | 296 978    | 10,76 | 4e   | 1 / 13   |
| Estonie            | Parti populaire conservateur d'Estonie | 42 265     | 12,72 | 4e   | 1 / 6    |
| Finlande           | Vrais Finlandais                       | 252 990    | 13,80 | 4e   | 2 / 13   |
| France             | Rassemblement national                 | 5 286 939  | 23,34 | 1er  | 22 / 74  |
| Italie             | Ligue                                  | 9 175 208  | 34,26 | 1er  | 28 / 73  |
| Malte              | Mouvement patriotique maltais          | 771        | 0,30  | 7e   | 0 / 6    |
| Pays-Bas           | Parti pour la liberté                  | 194 296    | 3,50  | 10e  | 0 / 26   |
| Portugal           | Parti national rénovateur              | 16 014     | 0,49  | 13e  | 0 / 21   |
| République tchèque | Liberté et démocratie directe          | 216 718    | 9,14  | 5e   | 2 / 21   |
| Slovaquie          | Nous sommes une famille                | 31 840     | 3,23  | 10e  | 0 / 12   |
| Slovénie           | Parti national slovène                 | 18 972     | 4,01  | 8e   | 0 / 8    |
|                    |                                        |            |       |      |          |
| Union européenne   | Total liste                            | 21 168 557 | 9,72  | 5e   | 73 / 751 |